# Muhammad Yunus
Muhammad Yunus (bengalí: মুহাম্মদ ইউনুস, pronunciado Muhammôd Iunūs) (Chittagong, 28 de junio de 1940) es un emprendedor social, banquero, economista y líder social bangladesí, actual jefe de Gobierno interino de Bangladés desde el 8 de agosto de 2024. 
Yunus fue condecorado con el Premio Nobel de la Paz por desarrollar el Banco Grameen y ser el desarrollador de los conceptos de microcrédito, (ideado por el pakistaní Dr. Akhter Hameed Khan), y microfinanzas. Estos créditos son otorgados a emprendedores que son muy pobres para calificar a un crédito en un banco tradicional. En 2006, Yunus y el Banco Grameen fueron condecorados con el Premio Nobel de la Paz "por sus esfuerzos para incentivar el desarrollo social y económico desde abajo". El Comité Noruego Nobel hizo notar que "la paz duradera no puede ser alcanzada a menos que grandes grupos de la población encuentren formas en las que puedan salir de la pobreza" y que "a través de culturas y civilizaciones, Yunus y el Banco Grameen han demostrado que hasta los más pobres de entre los pobres pueden trabajar para su propio desarrollo. Yunus ha recibido varios honores tanto nacionales como internacionales. Recibiendo por parte de los Estados Unidos la Medalla Presidencial de la Libertad en 2009 y la Medalla Dorada del Congreso en 2010.
Fundador del Banco Grameen, fue galardonado con el Premio Príncipe de Asturias de la Concordia en 1998, Premio Internacional Simón Bolívar en 1996 y con el Premio Nobel de la Paz de 2006 «por sus esfuerzos para incentivar el desarrollo social y económico desde abajo».
Musulmán no practicante, estudió Ciencias Económicas en Nueva Delhi y amplió sus estudios en Estados Unidos con becas de las instituciones Fulbright y Eisenhower y de la Universidad de Vanderbilt. Retornó a su país en 1972 para dirigir el departamento de Economía de la Universidad de Chittagong, poco después de que Bangladés obtuviese la independencia.
En 2008 la revista Foreign Policy lo consideró como el número 2 en la lista de 'Top 100 Pensadores Globales'.
En febrero de 2011, Yunus junto con Saskia Bruysten, Sophie Eisenmann y Hans Reitz cofundaron Negocio Social – Iniciativa Social Yunus (YSB por sus siglas en inglés). YSB crea y les permite a negocios sociales resolver problemas sociales alrededor del mundo. A medida que se implementa la visión de Yunus de un nuevo capitalismo humano YSB maneja una incubadora de fondos para negocios sociales en países en desarrollo y les provee de asesorías a empresas, gobiernos, fundaciones y ONG.
En 2012, se convirtió en Canciller de la Universidad Caledioniana de Glasgow en Escocia. Además es miembro de la junta de consejo de la Universidad de Ciencia y Tecnología de Shahjalal. Previamente era profesor de economía en la Universidad de Chittagong en Bangladés. Publicó varios libros relacionados con su trabajo financiero, además es miembro fundador de la junta de consejo de Grameen América y la Fundación Grameen que apoyan el microcrédito.
Yunus también sirve en la junta directiva de la Fundación Naciones Unidas, una beneficencia pública creada en 1998 por el filántropo estadounidense Ted Turner’ quien apoyó con 1 billón para las causas de Naciones Unidas.
En marzo del 2011, el gobierno de Bangladés despidió a Yunus de su posición en el Banco Grameen argumentando violaciones legales y una edad límite en su posición. La Suprema Corte de Bangladés afirmó la remoción de Yunus de su cargo el 8 de marzo. Yunus y el Banco Grameen apelaron la decisión argumentando que la remoción de Yunus tuvo una motivación política.
En diciembre de 2023 fue declarado culpable de infringir la legislación laboral en Bangladés.

## Primeros años y educación

### Primeros años

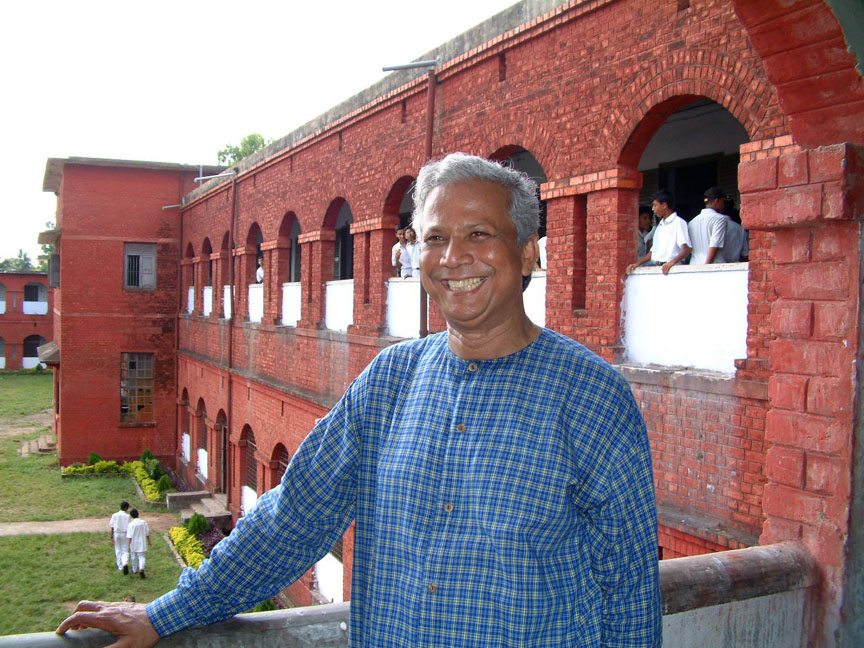
Muhammad Yunus visitando la Universidad de Chittagong, en 2003

El tercero de nueve hijos, Yunus nació el 28 de junio de 1940 en una familia musulmana bengalí en el pueblo de Bathua, por el Camino Boxirhat en Hathazari, Chittagong durante la presidencia bengalí del Raj brítanico, que hoy forma el Bangladés moderno. Su padre era Hazi Dula Mia Shoudagar, un joyero y su madre era Sufia Khatun. Los primeros años de su infancia los pasó en el pueblo. En 1944, su familia se mudó a la ciudad de Chittagong, y se cambió de la escuela del pueblo a la Escuela Primaria Lamabazar. Para 1949, su madre tenía una enfermedad psicológica. Después, pasó el examen para matricularse en la Escuela Colegial de Chittagong, ubicándose en el lugar 16 de 39,000 estudiantes en el Este de Pakistán. Durante sus años escolares, era un activo Boy Scout y viajó al oeste de Pakistán e India en 1952, así como a Canadá en 1955 para asistir a los Jamborees. Después mientras Yunus estudiaba en la Escuela Chittagong se volvió activo en las actividades culturales y ganó premios teatrales. En 1957, se inscribió en el Departamento de Economía en la Universidad de Daca y completó su carrera profesional en 1960 y una maestría en 1961.

### Después de la graduación
Después de su graduación, Yunus se unió al Buró de Economía como asistente de investigación a las investigaciones de los profesores Nurul Islam y Rehman Sobhan. Más tarde, fue conferencista en economía en la Universidad Chittagong en 1961. Durante esa época también fundó una fábrica empaquetadora por su parte. En 1965, recibió la beca Fulbright para estudiar en Estados Unidos. Obtuvo su doctorado en economía por parte del Programa del Departamento de Desarrollo de Economía de la Universidad de Vanderbilt (GPED) en 1971. Desde 1969 a 1972, Yunus fue profesor asistente de economía en la Universidad del Estado de Tennessee en Murfreesboro.
Durante la guerra de liberación de Bangladés en 1971, Yunus fundó un comité ciudadano y el Centro de Información de Bangladés con otros bangladeses en Estados Unidos para aumentar el apoyo por la liberación. También publicó la Hoja Informativa de Bangladesh desde su hogar en Nashville. Después de terminar la guerra, Yunus regresó a Bangladés habiendo sido escogido para la Comisión de Planificación del gobierno encabezada por Nurul Islam. Sin embargo, encontró el trabajo aburrido y renunció para unirse a la Universidad de Chittagong como el líder del departamento de Economía. Después de observar la hambruna de 1974, Yunus se involucró en la reducción de la pobreza estableciendo un programa económico rural como proyecto de investigación. En 1975 desarrolló una Nabajug (Nueva Era) y una Tebhaga Khamar (granja compartida) que el gobierno adoptó como el Programa de Aportación Empacada. Para hacer el proyecto más efectivo, Yunus y sus socios propusieron la Gram Sarkar (el programa del gobierno del pueblo). Introducido por el presidente Ziaur Rahman al final de los años 70, el gobierno formó 40,392 gobiernos del pueblo como una cuarta capa de gobierno en 2003. En agosto del 2005 en respuesta a una petición de los Servicios de Ayuda Legal de Bangladés (BLAST) la Corte Suprema declaró los gobiernos del pueblo ilegales e inconstitucionales.
Su concepto de microcréditos para apoyar a los innovadores en múltiples países en desarrollo inspiró programas como el Programa de Emprendimiento Social Infolady.

## Principio de carrera

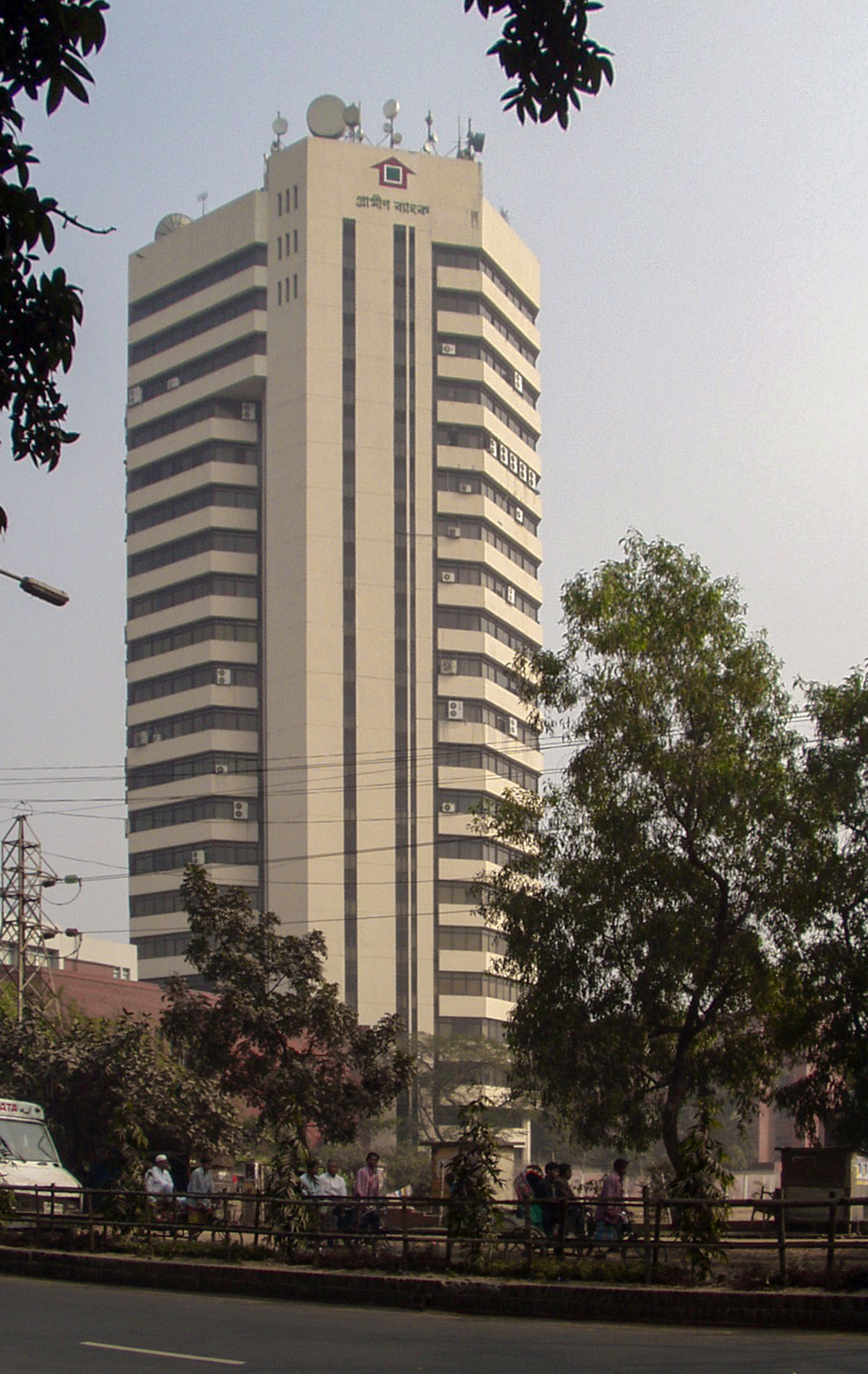
Oficinas Centrales del Banco Grameen en Mimpur r-2, Daca

En 1976, durante sus visitas a los barrios más pobres en la ciudad de Jobra cerca de la Universidad de Chittagong, Yunus descubrió que pequeños préstamos podían hacer una diferencia considerable para las personas pobres. Las mujeres del pueblo que hacían muebles de bambú tenían que aceptar préstamos usureros para comprar bambú y pagar con casi todas sus ganancias al prestamista. Los bancos tradicionales no querían ofrecer préstamos pequeños a una tasa de interés razonable a los pobres debido al riesgo que significaba. Pero Yunus creía que, si les daban la oportunidad los pobres podían pagar el dinero y que el microcrédito era un modelo de negocio viable. Yunus prestó $27 dólares de su dinero a 42 mujeres del pueblo quienes hicieron una ganancia de 0.50 Takas (US$0.02) en cada préstamo.  Entonces a Yunus se le atribuye la idea del microcrédito junto con el Dr. Akhtar Hameed Khan, fundador de la Academia Pakistaní para el Desarrollo Rural (ahora Academia Bancgladesí para el Desarrollo Rural), quien Yunus admira.
En diciembre de 1976, Yunus finalmente aseguró un préstamo del Banco Janata para prestar a los pobres de Jobra. La institución continua operando, asegurando préstamos de otros bancos para sus proyectos. Para 1982 tenía 28,000 miembros. El 1 de octubre de 1983, el proyecto piloto entró en operación como un banco completo para los pobres de Bangladés y fue renombrado como el Banco Grameen ("Banco del Pueblo"). Yunus y sus colegas enfrentaron de todo, desde radicales derechistas violentos hasta clero conservador que a las mujeres que pidieran dinero del Banco Grameen se les negaría un entierro musulmán. Para julio de 2007, el Banco Grameen había otorgado $6.38 billones de dólares a 7.4 millones de personas. Para asegurar el pago de la deuda el banco utiliza un sistema de "grupos solidarios". Estos pequeños grupos informales aplican juntos a los préstamos y sus miembros garantizan entre ellos los pagos y apoyan los esfuerzos uno del otro para lograr un avance económico.
A finales de los años 80, Grameen comenzó a diversificarse buscando atender estanques de peces sub-utilizados y bombas de irrigación como profundos pozos. En 1989, estos intereses diversificados comenzaron a crecer en organizaciones separadas. El proyecto de los estanques se convirtió en Grameen Motsho ("Fundación de Pesca Grameen") y el proyecto de irrigación se convirtió en Grameen Krishi ("Fundación de Agricultura Grameen"). En un tiempo la iniciativa Grameen se convirtió en un grupo multifacético de organizaciones rentables incluyendo proyectos grandes como Grameen Trust y Fondo Grameen, que corre proyectos como Grameen Software Limited, Grameen CyberNet Limited y Grameen Knitwear Limited, así como Grameen Telecom, que es una división en Grameenphone (GP), la compañía privada de telefonía más grande en Bangladés. Desde su inicio en marzo de 1997 hasta el 2007, el proyecto "Teléfono del Pueblo" (Polli Phone) ha proveído teléfonos celulares a 260,000 personas pobres en más de 50,000 pueblos.
El éxito del modelo de microfinanzas Grameen ha inspirado esfuerzos similares en aproximadamente 100 países en vías de desarrollo y aun en países desarrollados como Estados Unidos. Muchos proyectos de microcrédito retuvieron la idea de prestar a las mujeres. Más de 94% de los créditos Grameen han sido otorgados a mujeres quienes sufren desproporcionadamente de pobreza y tienden más que los hombres a destinar sus ganancias a sus familias.
Por este trabajo con Grameen, Yunus fue nombrado un miembro Ashoka: Innovadores para el Público, por parte de la Academia Global en 2001. En el libro Modelo de Negocio Social Grameen,  Rashidul Bari muestra como el modelo de negocio social Grameen (GSBM)- ha ido de ser teoría a una práctica inspiradora adoptada por universidades líderes (e.j. Glasgow), emprendedores (e.j., Franck Riboud) y empresas (e.j., Danone) alrededor del mundo. A través del Banco Grameen Rashidul Bari dice  que Yunus demostró como el Modelo de negocio social Grameen puede enganchar el espíritu emprendedor para darles el poder a las mujeres para salir de la pobreza. Una conclusión de los conceptos de Yunus es que los pobres son como un arbusto bonsái y pueden hacer grandes cosas si se les da el poder de volverse autosuficientes.

## Reconocimientos
Yunus recibió el Premio Nobel de la Paz en 2006, junto con el Banco Grameen por sus esfuerzos para crear un ambiente de desarrollo social y económico. En el anuncio del premio, el Comité Noruego Nobel mencionó que:

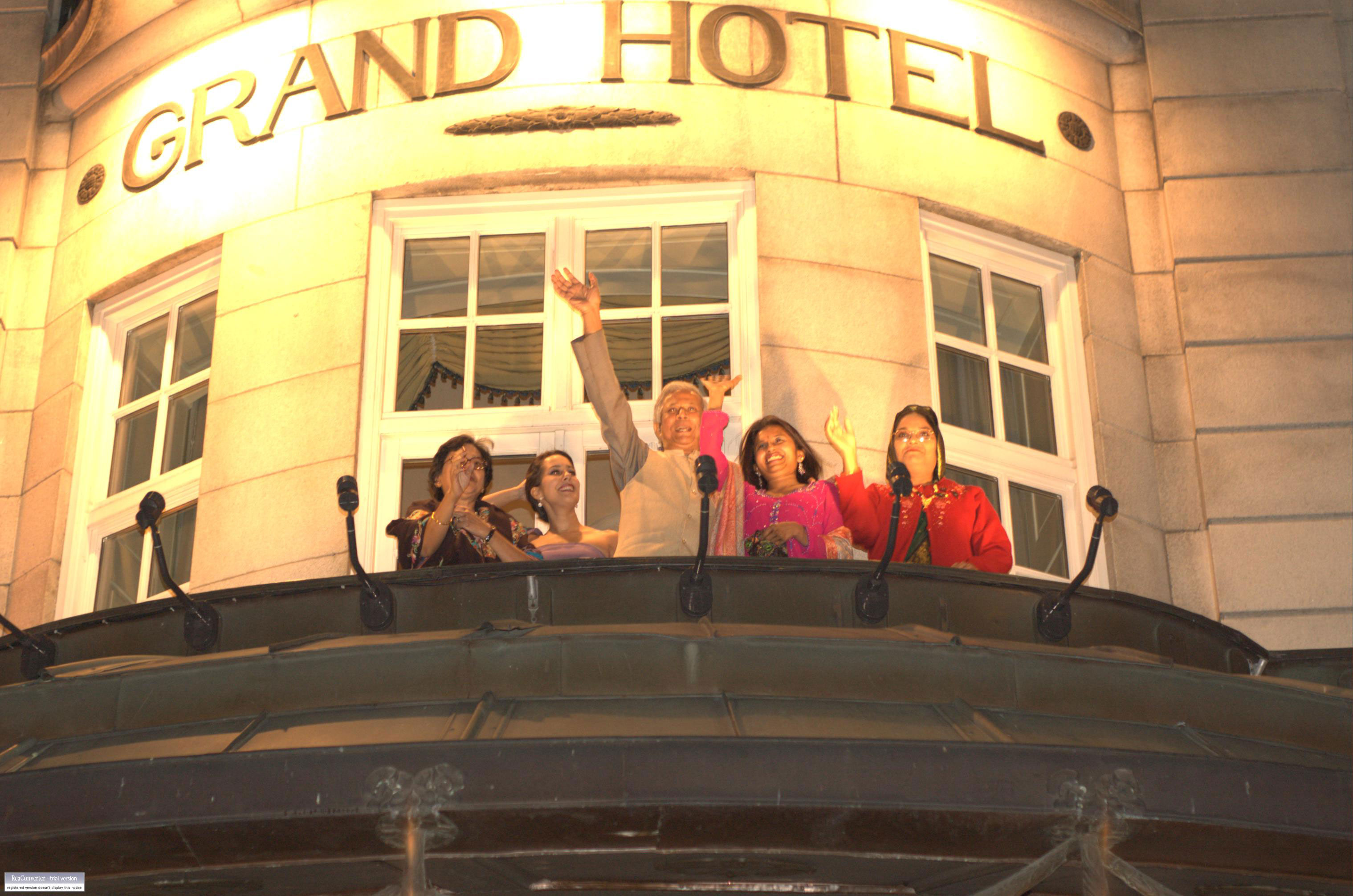
Muhammad Yunus en el Gran Hotel en Oslo, Noruega

Yunus era el primer bangladés en ganar un Premio Nobel. Tras recibir la noticia del importante premio, Yunus anunció que usaría parte de los $1,4 millones del premio para crear una empresa que hiciera comida de alto contenido nutritivo y bajo costo para los pobres; mientras que el resto del dinero sería destinado a la construcción de un hospital para los ojos en Bangladés.
El expresidente de los Estados Unidos Bill Clinton defendió el otorgarle el Premio Nobel de la Paz a Yunus. Expresó esto en la revista Rolling Stone así como en su autobiografía My Life. En un discurso en la Universidad de California, Berkeley en 2002, el presidente Clinton describió a Yunus como «un hombre que desde hace mucho tiempo debía haber ganado el Premio Nobel [y] yo seguiré diciendo eso hasta que finalmente se lo otorguen». A la inversa, The Economist dijo que Yunus era una pobre opción para el premio, declarando "...El Comité Nobel pudo haber hecho una decisión más difícil, y valiente declarando que no habría ganador".
.

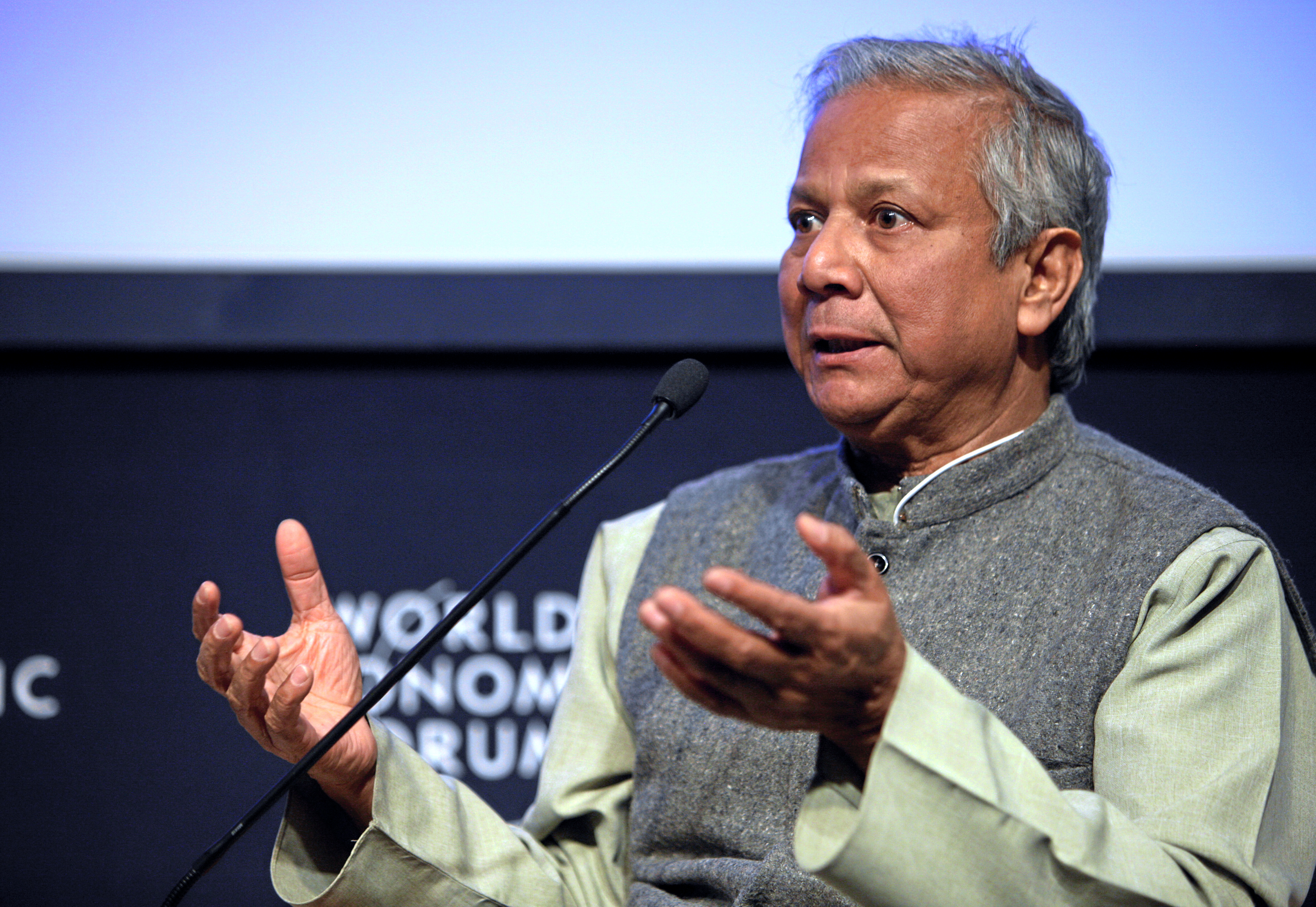
Muhammad Yunus en la reunión anual del Foro Económico Mundial en Davos, Suiza en 2009

Yunus es una de solo siete personas que han ganado el Premio Nobel de la Paz, la Medalla Presidencial de la Libertad, y la Medalla del Congreso. Otros premios notables incluyen el premio Ramón Magsaysay en 1984, el Premio Alimentación Mundial, el Premio Internacional Simón Bolívar (1996), el Premio Príncipe de Asturias de la Concordia y el Premio de la Paz Sydney en 1998, y el Premio de la Paz de Seúl en 2006. Además se le han otorgado 50 doctorados honorarios de universidades en 20 países diferentes y 113 premios internacionales de 26 países diferentes, incluyendo honores estatales de 10 países. El gobierno de Bangladés emitió un sello conmemorativo a su ganador del Premio Nobel.
Yunus fue nombrado por la revista Fortune en marzo del 2012 como uno de los 12 emprendedores más grandes de la época actual. En esta cita, la Revista Fortune dijo ″la idea de Yunus inspiró a un sinnúmero de personas jóvenes para dedicarse a causas sociales alrededor del mundo″.
En enero del 2012, Yunus apareció en el libro Emprendedores Transformadores: Cómo Walt Disney, Steve Jobs, Muhammad Yunus y otros innovadores alcanzaron el éxito por Jeffrey Harris.
Yunus fue nombrado Nobel Laureado en Residencia en la Universiti Kebangsaan Malaysia (Universidad Nacional de Malasia) el 15 de julio de 2011.
Yunus dio la Séptima Conferencia Anual Nelson Mandela.
En enero del 2008, la ciudad de Houston, Texas declaró el 14 de enero el "Día Muhammad Yunus".
El 15 de mayo del 2010, Yunus dio un discurso en la Universidad Rice para la generación 2010. El 16 de mayo del mismo año, Yunus dio otro discurso en la Universidad Duke para la generación 2010. Durante esta ceremonia se le otorgó un grado honorario doctor en Letras Humanísticas.
Yunus fue invitado y dio el discurso de graduación para la Escuela de Negocios Wharton el 17 de mayo del 2009, el discurso de graduación en el MIT el 6 de junio del 2008, la Conferencia Adam Smith en la Universidad Glasgow el 1 de diciembre de 2008 y la Conferencia Romana en Oxford el 2 de diciembre del mismo año.
Recibió la Medalla Dwight D. Eisenhower por el Liderazgo y Servicio por parte de la Comunidad Eisenhower en una ceremonia en Filadelfia el 21 de mayo del 2009. También fue votado el lugar número 2 en la clasificación de los 100 intelectuales del mundo de la Revista Prospecto en el 2008.
Yunus fue nombrado entre los pensadores más deseados que el mundo debería escuchar por la FP 100 (en la edición la élite más importante del mundo) en diciembre de 2009 de la revista Foreign Policy. El primero de marzo del 2010, Yunus fue nombrado con el prestigioso Premio Presidencial de la Universidad de Illinois en Urbana–Champaign. El honor más importante de esta universidad.

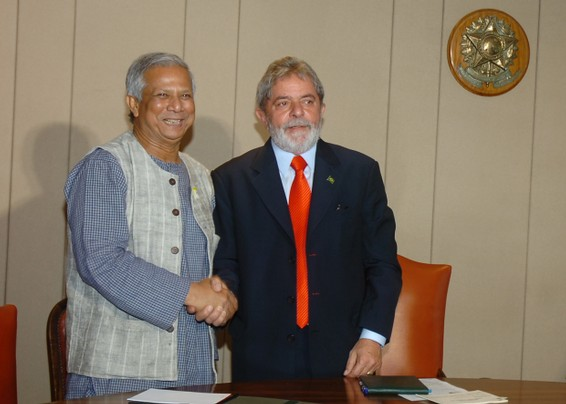
Muhammad Yunus con el Presidente brasileño Lula Da Silva en 2008 después de ganar el Premio Nobel de la Paz

Un documental del trabajo de Yunus titulado To Catch a Dollar (Atrapar un dólar) fue mostrado en el 2010 durante el Festival de Cine Sundance y se publicó en los cines de Estados Unidos en septiembre del 2010.
En 2010, la revista británica New Statesman listó a Yunus como el número 40 en la lista de "Las 50 Figuras Más Influyentes del 2010".
En octubre del 2010, recibió el Premio Emprendedor Social del Año en los Premios Asiáticos.
En 22 de septiembre del 2011 el documental Bonnsai People – La Visión de Muhammad Yunus, el primer documental que muestra todo su trabajo del negocio social de los microcréditos fue estrenado en las Naciones Unidas.
Yunus recibió 50 grados de doctorado honorario de universidades de Argentina, Australia, Bangladés, Bélgica Canadá, Costa Rica, India, Italia, Japón, Corea, Líbano, Malasia, Rusia, Sudáfrica, España, Tailandia, Turquía, Reino Unido, Estados Unidos y Perú.
El secretario general de las Naciones Unidas, Ban Ki-Moon, invitó a Yunus a servir como Defensor MDG. Yunus es parte de las mesas de Fundación Naciones Unidas, Fundación Schwab, Fundación Príncipe Alberto II de Mónaco y Fundación Micro crédito Agrícola Grameen. Ha sido miembro del comité de honor de la Fundación Chirac, desde que la fundación inició en 2008 por el expresidente francés Jacques Chirac para promover la paz mundial.
Yunus ha aparecido en Show De Jon Stewart y el The Oprah Winfrey Show en 2006 The Colbert Report en 2008, Real Time with Bill Maher en 2009 y los The Simpsons en 2010. En Google+, Yunus es una de las personas más seguidas alrededor del mundo con 1.7 millones de seguidores.
En 2012 Yunus fue nombrado Canciller de la Universidad de Glasgow. La Casa Blanca y el Senado tuvieron una ceremonia para otorgarle a Yunus la Medalla del Congreso el 17 de abril de 2013 en Washington, D.C por sus contribuciones contra la pobreza mundial.
La Medalla del Congreso es el mayor honor civil otorgado por el Congreso de los Estados Unidos. En la ceremonia, la cual se pudo observar por YouTube, el senador Dick Durbin explicó porque Yunus es un visionario: "Ha sido dicho que casi cualquiera puede hacer algo complicado. Se necesita realmente a un genio para hacer algo simple. Mis amigos, sin error Muhammad Yunus es un genio" La Medalla de Oro fue otorgada a Yunus por el 111 Congreso de la Ley Pública 53.

## Actividad política
A principios Yunus, junto con otros miembros de la sociedad civil incluyendo al profesor Rehman Sobhan, Muhammad Habibur Rahman, Dr Kamal Hossain, Matiur Rahman, Mahfuz Anam y Debapriya Bhattchariya, participaron en una campaña para candidatos honestos y limpios en las elecciones nacionales. Él consideró entrar a la política después en ese año. El 11 de febrero del 2007, Yunus escribió una carta abierta publicada en el periódico bangladesí Daily Star, donde él le pedía a los ciudadanos sus puntos de vista sobre su plan de crear un partido político para establecer una política de buena voluntad, liderazgo y buen gobierno. En la carta se hacía un llamado para que se hiciera un breve resumen de cómo se debería hacer la tarea y cómo ellos podían contribuir. Yunus finalmente anunció que estaba dispuesto a lanzar un partido político tentativamente llamado El Poder de los Ciudadanos (Nagorik Shakti) en 18 de febrero del 2007. Había especulación de que el ejército apoyaba un movimiento de Yunus en la política. El 3 de mayo, Yunus declaró que decidía abandonar sus planes políticos seguido de una junta con el líder del gobierno interino, Fakhruddin Ahmed.
En julio de 2007 en Johannesburgo, Sudáfrica, Nelson Mandela, Graça Machel y Desmond Tutu convocaron a un grupo de líderes mundiales “a contribuir con su sabiduría, liderazgo independiente e integridad para enfrentar algunos de los problemas más duros del mundo”. Nelson Mandela anunció la formación de su nuevo grupo, Los Ancianos, en un discurso que dio para celebrar su cumpleaños 89. Yunus estuvo presente en el lanzamiento del grupo y fue uno de los miembros fundadores. Yunus salió del grupo en septiembre del 2009 argumentando que era incapaz de hacer justicia a su membresía debido a lo demandante de su trabajo.
Yunus es miembro del Panel África Progresa (APP), un grupo de diez distinguidos individuos que evocan los más altos niveles de desarrollo sustentable y equitativo en África. Cada año, el Panel crea un reporte: el Reporte África Progresa, que remarca un problema de importancia inmediata para el continente y sugiere una lista de políticas. En 2012, el Reporte África Progresa resaltó problemas como trabajo, justicia y equidad. El reporte en 2013 estableció problemas relacionados con petróleo, gas y minería en África.
En julio del 2009, Yunus se convirtió en miembro de la organización SNV Desarrollo Países Bajos para apoyar con el trabajo de reducción de pobreza que realiza la organización.
Desde 2010, Yunus ha servido como Comisionado para la Comisión de Banda Ancha para el Desarrollo Digital, una iniciativa de la ONU que busca usar los servicios de Internet de banda ancha para acelerar el desarrollo económico y social.
Yunus también sirve en la junta de consejo para la Fundación Holcim para la Construcción Sustentable, una fundación que apoya iniciativas que combinan soluciones de construcción y excelencia en la arquitectura.
En 2011, Yunus era parte del jurado que eligió el logotipo universal para los Derechos Humanos. Su objetivo era crear un logotipo reconocido internacionalmente que apoyara el movimiento global de los derechos humanos.
El 6 de agosto de 2024 recibe del presidente Shahabuddin Chuppu el encargo de liderar el Gobierno de Bangladés, tras las protestas que causan la dimisión de la primera ministra Sheikh Hasina.

## Controversias
Desde finales de noviembre del 2010, muchas declaraciones se han hecho en contra de Yunus. Comenzaron con una crítica a los microcréditos y culpan al Banco Grameen en muchos puntos en el documental “Atrapado en Micro crédito” en televisión noruega el 30 de noviembre del 2010. Esto ha desarrollado a su tiempo preguntas más complejas sobre los beneficios de las microfinanzas y sus efectos en la disminución de la pobreza, particularmente en cuanto a varias instituciones microfinancieras en India y México.
Las alegaciones contra Yunus se convirtieron en políticas cuando el gobierno de Bangladés, liderado por Sheikh Hasina Wajed se volvió contra Yunus y su concepto de microfinanzas, acusándolo de "chupar sangre de los pobres". Wajed se dice que veía a Yunus como un rival político desde que consideró crear un partido político en 2007. – En el libro Modelo de Negocios Sociales Grameen, Rashidul Bari explica la venganza política en Bangladés por Sheikh Hasina contra Yunus como un pago por el conflicto como el conflicto entre el Papa Urbano VIII y Galileo Galilei.
"El Papa Urbano VIII puso a un Galileo de 70 años en prisión en 1632 rechazando el modelo geocéntrico de Ptolomeo, que fue adoptado por la Iglesia Cristiana. El mismo espíritu tuco Sheikh Hasina, quien etiquetó a Yunus como un “vividor de los pobres ”—liberando su máquina de propaganda (e.j., AMA Muhith) para remover a Yunus de Grameen—y usó a la Suprema Corte y Corte Alta para justificar su decisión. ¿Por qué el Papa Urbano VIII insultó al padre de la astronomía? Porque Galileo rechazó la visión de la iglesia cristiana que decía que la tierra era el centro del Universo, y que otros objetos celestes orbitan alrededor de ella. 
El gobierno anunció la revisión de las actividades del Banco Grameen el 11 de enero del 2011. En febrero, varios líderes internacionales como Mary Robinson, salieron a la defensa de Yunus a través de un sinnúmero de esfuerzos incluyendo la creación de una red formal de partidarios conocida como "Los amigos de Grameen".
El 15 de febrero del 2011, el ministro de finanzas de Bangladés, Abul Maal Abdul Muhith, declaró que Yunus debía alejarse del Banco Grameen mientras se hacían las investigaciones. El 22 de marzo del mismo año, Muzammel Huq – un exempleado del banco fue nombrado presidente. -Anunciando que Yunus había sido despedido como Director Administrativo del banco. Sin embargo, el Gerente General del banco Jannat-E Quanine dijo que Yunus "continuaba en su oficina" pendiente de revisión de los problemas legales que rodeaban la controversia.
En marzo del 2011, Yunus pidió a la Suprema Corte de Bangladés desafiando la decisión legal del Banco Central de Bangladés sobre su remoción como Gerente General del banco. El mismo día, nueve directores del banco pidieron una segunda petición. Siguiendo a Hillary Clinton, John Kerry expresó su apoyo a Yunus con un comentario el 5 de marzo de 2001 y declarando que estaba "profundamente preocupado" por este problema. El mismo día en Bangladés, miles de personas protestaron y formaron cadenas humanas para apoyar a Yunus. La Alta Corte, escuchando las peticiones, se planeó una decisión final para el 6 de marzo del 2011, pero fue pospuesta y el 8 de marzo del mismo año, la corte confirmó el despido de Yunus.

### Acusaciones de fraude
Un documental danés Caught in Micro Debt (atrapado en microcréditos), producido y dirigido por el periodista Tom Heinemann, televisado en la cadena de televisión nacional noruega NRK en noviembre del 2010. Realizó una serie de acusaciones contra Yunus y el Banco Grameen. Esas acusaciones fueron refutadas por consultas posteriores. El documental acusaba falsamente a Yunus y el Banco de haber desviado 7 millones de taka (aproximadamente 100 millones de dólares) otorgados por la Agencia Noruega para el Desarrollo y la Cooperación (NORAD) a otra organización llamada Grameen Kaylan en el año de 1996. Esta acusación fue difundida ampliamente en los medios de Bangladés en diciembre de 2010. El 6 de diciembre, NORAD publicó una declaración limpiando el nombre de Yunus y del Banco Grameen de prácticas indebidas hasta ese momento, seguido de comentarios comprensivos de apoyo por parte del ministro de Desarrollo Internacional de a NORAD.
Sin embargo, estas acusaciones se expandieron rápidamente por Bangladés. El economista bangladesí Rehman Sobhan dijo “Más que buscar una clasificación y respuesta de parte del Banco Grameen y validación del programa televisivo, algunos sectores de la prensa y la sociedad han demostrado un entusiasmo no antes visto para usarlo como una oportunidad para señalar malas prácticas en una organización ampliamente respetable. ”Yunus pidió consistencia y transparencia en las investigaciones sobre el tema". El autor y trabajador social canadiense de origen bangladesí Reza Sattar ha escrito sobre la participación de Yunus en el ambiente de la conspiración de los microcréditos y la forma en que ha afectado a Bangladés en su libro - Fundación Nobel Siegue.

### Acusaciones de usura y efectividad en las microfinanzas
.

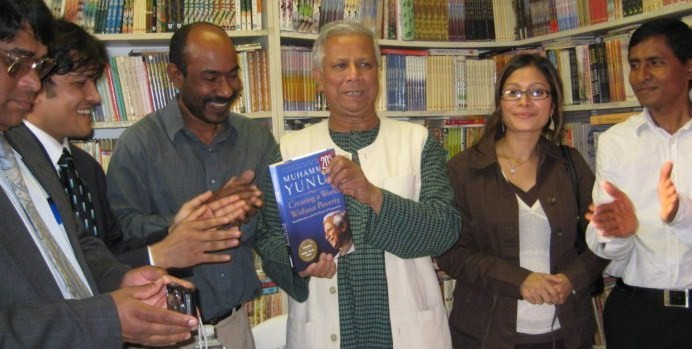
Yunus en una ceremonia abierta de su nuevo libro en la ciudad de Nueva York

Las acusaciones en contra de Muhammad Yunus y el banco se hicieron en un contexto donde muchas personas se comenzaron a preguntar sobre la efectividad de las microfinanzas, preguntas que se realizaron por los las acciones de algunas instituciones microfinancieras con fines de lucro (MFIs) en India. y México Cohesión, presión y abusos físicos fueron prácticas usadas para el pago en algunas microfinancieras. La comercialización del microcrédito obligó a Yunus a decir que "nunca hubiera imaginado que algún día los microcréditos funcionarían para alimentar a su propia raza de prestamistas deshonestos”.
Las ganancias atrajeron la atención de algunas microfinancieras que buscan dinero, para realizar las primeras ofertas públicas, incluyendo a la microfinanciera más grande de India Microfinanzas SKS que en julio de 2010 realizó su primera oferta pública. En septiembre de 2010, Yunus criticó la oferta en una reunión con el fundador de SKS Vikram Akula durante la cumbre Iniciativa Global Clinton, dijo "Los microcréditos no es sobre incitar a algunas personas para lucrar con los pobres, eso es lo que estás haciendo. Es el mensaje equivocado". Cálculos del interés actual varían, pero uno propone un interés promedio de 23% para el Banco Grameen. Al mismo tiempo la organización no paga a impuestos por el estatus que tenía, estatus que se le ha removido.
Simpatizantes de Yunus alegan que el gobierno de Bangladés está explotando la "crisis de los microcréditos" para desahuciar a Yunus.

### Motivaciones políticas detrás de las acusaciones
A pesar de que el Banco Grameen rápidamente aclaró las acusaciones sobre desvío de fondos del gobierno noruego en diciembre del 2010, en marzo del año que siguió el gobierno de Bangladés comenzó una investigación de tres meses a todos las actividades del Banco. Esta investigación evitó que Yunus participara en el Foro Económico Mundial.
En enero del 2011, Yunus se presentó en la corte debido a un caso de difamación solicitado por un político local proveniente de un pequeño partido de izquierda, quejándose sobre un argumento que realizó Yunus a la agencia de noticias AFP. "Los políticos en Bangladesh solo trabajan por el poder. No hay ideología ahí". En la audiencia, a Yunus se le otorgó libertad bajo fianza por lo que no tuvo que aparecer en audiencias posteriores.
Las investigaciones levantaron sospechas de que muchos ataques y acusaciones podrían tener motivación política, debido a las difíciles relaciones entre Sheikh Hasina y Yunus desde principios del 2007, cuando Yunus creaba su partido político, esfuerzos que se diluyeron en mayo del 2007.

### Transición a una nueva administración
A los 72 años de edad, Yunus tenía 12 años más de la edad legal de retiro para civiles en Bangladés en el año 2011. Voceros del gobierno le pidieron a Yunus que cediera el puesto y declarara, "Necesitamos redefinir el rol del banco y tener una mayor regulación".
El presidente Muzammel Huq, una figura de la fundación del Banco Grameen y uno de los gerentes de alto rango, en investigaciones GB y operaciones desde principios de los 2000 ha criticado públicamentea Yunus diciendo "creo que es un buen hombre con un corazón pequeño... No le puede dar crédito a nadie más que a él mismo".

### Acusaciones involucrando socios: el caso alimentos y el caso teléfono
El 27 de enero del 2011, Yunus apareció en la corte en un caso de adulteración de comida por la empresa Dhaka City Corporation (DCC), la Corte de Seguridad Alimenticia lo acusaba de producir "yogur adulterado" cuyo contenido de grasa estaba por debajo del límite legal establecido. Este yogur es producido por Grameen Danone, un negocio social parte del "joint venture" o proyecto conjunto entre el Banco Grameen y Danone que tiene como objetivo proveer de oportunidades a los vendedores callejeros de yogur y a la vez mejorar la nutrición infantil con un yogur fortificado en nutrientes. De acuerdo al abogado de Yunus, las acusaciones eran "falsas y sin fundamentos". En petición de los abogados de Yunus, que apuntaban irregularidades y errores, el caso fue considerado por la Alta Corte.
El 15 de febrero del 2011, Yunus fue convocado por una corte en Pabna al norte de Bangladés para presentarse el 18 de abril en un caso de fraude que involucraba a Grameen Phone. Este caso era sobre un usuario de teléfono de un pueblo que recibía cuentas telefónicas que especificaban que no se había realizado el pago, a pesar de que el cliente realizaba los pagos con regularidad.
Una investigación realizada en 2012 por una comisión pública independiente afirma que Yunus tergiversó su autoridad y abuso de sus poderes durante su administración. El reporte establece los abusos de autoridad para el Banco Grameen, quien actuó como garantizador y que remitió créditos para empresas privadas independientes durante la administración del Dr. Yunus. El reporte levantó polémica y ciertas preguntas específicas relacionadas con a) establecimiento y financiamiento de Grameen Phone, una entidad de telecomunicaciones con fines de lucro establecida por el Banco Grameen en conjunto con el gobierno noruego, propiedad de Telenor y Yunus y b)administración simultánea y financiamiento operativo para empresas privadas establecidas por el Dr.Yunus aplicando recursos del Banco Grameen. La comisión también estableció el estatus legal del Banco Grameen y concluyó que era de jure public (de fines públicos). Ejemplo: una entidad gubernamental que con una supervisión incompetente por el estado y en tergiversación de Yunus resultaba en la percepción de propiedad privada.
El reporte de la comisión habla también de obstrucción a las investigaciones de la comisión por parte de la administración actual del Banco Grameen, representantes de Telenor y el gobierno de Bangladés, así como simpatizantes de Yunus. Las implicaciones de este reporte no han sido examinadas cuidadosamente por los la prensa del país, ni por prensa Pro-Yunus, donde estas implicaciones al Dr. Yunus incluyen redes de corrupción y nexos entre establecimientos públicos comerciales coludidos con otras partes. Vea el Reporte de la Comisión sobre el Banco Grameen https://web.archive.org/web/20170303124442/http://www.mof.gov.bd/en/budget/gb/Grameen_Bank_Interim_Report.pdf.

### Crítica de ideas
Las microfinanzas han sido criticadas de igual forma por la prensa internacional. El periódico inglés The Guardian se preguntó si las microfinanzas eran un "cuento de hadas neoliberal" ya que los préstamos están enfocados a individuos. El artículo del periódico señala que la mayoría de los préstamos no son usados para la creación de microempresas si no para el "consumo suavizado".
Las tan promovidas ideas de Yunus sobre "negocios sociales" han sido llamadas un "camuflaje corporativo" por AntiCSR. El sitio web alega que no hay criterios reales para ser un "negocio social" más que ayudar a las personas. Muchas empresas se hacen llamar Empresas Sociales para alcanzar el estatus de empresa filantrópica. Yunus describe una Empresa Social una empresa de "no dividendos". Sin embargo, los dueños y gerentes cuidan mucho los fondos operativos (como salarios y cuotas) fuera de la empresa mientras esta se mantiene "sin dividendos". La organización AntiCSR establece que las características que definen a una empresa como social son vagos y subjetivos.
Su labor ha sido tal, en la lucha contra la pobreza, que en 2007, tanto a Yunus como el Banco Grameen se les otorgó el Premio Nobel de la Paz. Se consideró que el premio de la paz, y no el de economía era más representativo ante la labor de Yunus y su equipo, puesto que la pobreza extrema ha sido catalogada como uno de los principales y más recurrentes motivos de los conflictos actuales alrededor de todo el globo terráqueo: la pobreza es la mayor amenaza de la paz mundial.

## Vida personal
En 1967, mientras Yunus estaba en la Universidad Vanderbilt conoció a Vera Forostenko, una estudiante de literatura Rusa e hija de inmigrantes rusos en Trenton, Nueva Jersey, Estados Unidos con quien se casó en 1970. El matrimonio de Yunus con Vera terminó a solo meses del nacimiento de su pequeña hija Monica Yunus (nacida en 1979 en Chittagong), mientras que Vera regresó a Nueva Jersey debido a que decía que Bangladés no era un buen lugar para criar un bebé. Yunus posteriormente se casó con Afrozi Yunus, quien era en ese momento una investigadora en Física en la Universidad de Mánchester. Posteriormente fue profesora de física en la Universidad de Jahangimagar. Su hija Deena Afroz Yunus nació en 1986.
Los hermanos de Yunus también fueron activos en la academia. Su hermano Muhammad Ibrahim es profesor de física en la Universidad de Daca y fundador del Centro de Educación Masiva en Ciencias (CMES), que otorga educación en ciencias a niñas adolescentes en pueblos. Su hermano menor Muhammad Jahangir es un popular presentador de televisión y un conocido activista social en Bangladés. También es el moderador de varios "talk shows" en Bangladés. Monica Yunus, su hija mayor, es soprano Rusa-Bangladesí-Americana trabajando en la ciudad de Nueva York.

### Centro Yunus
El centro Yunus, en Daca, Bangladés es un "think tank" para problemas relacionados con negocios sociales, trabajando en el campo de la reducción de pobreza y sustentabilidad. Su objetivo es primeramente promover y diseminar la filosofía del Profesor Yunus, con un enfoque especial en los negocios sociales y es actualmente dirigida por Muhammad Yunus.

## Libros
- Tres Granjeros de Jobra; Departamento de Economía, Universidad de Chittagong; 1974
- Planeando en Bangladesh: Formato, Técnica y Prioridad, y otros ensayos; Proyecto de Estudios Rurales, Departamento de Economía de la Universidad de Chittagong; 1976
- Jorimon y Otros: Caras de la Pobreza (coautoría: Saiyada Manajurula Isalama, Arifa Rahman); Banco Grammen, 1991
- Banco Grameen, como Yo lo veo; Banco Grameen; 1994
- Banquero de los Pobres: Micro-Préstamos y la Batalla En contra la Pobreza Mundial; Public Affairs; 2003; ISBN 978-1-58648-198-8
- Creando un Mundo Sin Pobreza: Negocios Sociales y el Futuro del Capitalismo; Public Affairs; 2008; ISBN 978-1-58648-493-4
- Construyendo Negocios Sociales: La Nueva Forma de Capitalismo que Sirve a las Necesidades Más Importantes de La Humanidad";[135] Public Affairs; 2010; ISBN 978-1-58648-824-6

## Premios y honores
- 1984, Premio Ramón Magsaysay
- 2006, se le otorgó el Premio Nobel de la Paz por su trabajo financiero
- Escogido por la Escuela de Negocios Wharton en Filadelfía como uno de "Las 25 Personas de Negocios Más Influyentes en los Pasados 25 Años" en un documental de PBS.[136]
- 2006, Revista Time lo clasificó como uno de los 12 más importantes líderes de los negocios en "60 años de Héroes Asiáticos".[137]
- 2008, Yunus fue votado el número 2 en la lista de "Top 100 Intelectuales Públicos" en una encuesta abierta hecha por las Revistas Prospect (Reino Unido) y Foreign Policy (Estados Unidos).[138]
- 2009, Yunus recibió el Premio Golden Biatec, el premio más importante otorgado por el Foro Económico Informal de Eslovaquia, por individuos que exhiben logros económicos, sociales, científicos, educacionales y culturales en la República de Eslovaquia.[139]